# Scottish Division One 1902/03
Die Scottish Football League Division One wurde 1902/03 zum zehnten Mal ausgetragen. Es war zudem die 13. Austragung der höchsten Fußball-Spielklasse innerhalb der Scottish Football League, in der der Schottische Meister ermittelt wurde. Sie begann am 16. August 1902 und endete am 4. April 1903. In der Saison 1902/03 traten 12 Vereine in insgesamt 22 Spieltagen gegeneinander an. Jedes Team spielte jeweils einmal zu Hause und auswärts gegen jedes andere Team. Es galt die 2-Punkte-Regel. Bei Punktgleichheit waren die Vereine (mit derselben Punktausbeute) gleich platziert. Die Meisterschaft gewann zum 1. Mal in der Vereinsgeschichte Hibernian Edinburgh. Da die Liga für die folgende Saison auf 14 Teams aufgestockt wurde, gab es in dieser Spielzeit keinen Absteiger. Torschützenkönig wurde mit 14 Treffern David Reid von Hibernian Edinburgh.

## Vereine
| Verein                | Stadt        | Stadion         |
| --------------------- | ------------ | --------------- |
| Celtic Glasgow        | Glasgow      | Celtic Park     |
| FC Dundee             | Dundee       | Dens Park       |
| FC Kilmarnock         | Kilmarnock   | Rugby Park      |
| FC Queen’s Park       | Glasgow      | Cathkin Park    |
| FC St. Mirren         | Paisley      | St. Mirren Park |
| Glasgow Rangers       | Glasgow      | Ibrox Park      |
| Greenock Morton       | Greenock     | Cappielow Park  |
| Heart of Midlothian   | Edinburgh    | Tynecastle Park |
| Hibernian Edinburgh   | Edinburgh    | Easter Road     |
| Partick Thistle       | Glasgow      | Meadowside      |
| Port Glasgow Athletic | Port Glasgow | Clune Park      |
| Third Lanark          | Glasgow      | Cathkin Park    |

## Statistik

### Abschlusstabelle
| Pl. | Verein                    | Sp. | S  | U  | N  | Tore    | Diff. | Punkte |
| --- | ------------------------- | --- | -- | -- | -- | ------- | ----- | ------ |
| 1.  | Hibernian Edinburgh (P)   | 22  | 16 | 5  | 1  | 048:180 | +30   | 37:70  |
| 2.  | FC Dundee                 | 22  | 13 | 5  | 4  | 031:120 | +19   | 31:13  |
| 3.  | Glasgow Rangers (M)       | 22  | 12 | 5  | 5  | 056:240 | +32   | 29:15  |
| 4.  | Heart of Midlothian       | 22  | 11 | 6  | 5  | 046:270 | +19   | 28:16  |
| 5.  | Celtic Glasgow            | 22  | 8  | 10 | 4  | 036:300 | +6    | 26:18  |
| 6.  | FC St. Mirren             | 22  | 7  | 8  | 7  | 039:400 | −1    | 22:22  |
| 7.  | Third Lanark              | 22  | 8  | 5  | 9  | 034:270 | +7    | 21:23  |
| 8.  | Partick Thistle (N)       | 22  | 6  | 7  | 9  | 034:500 | −16   | 19:25  |
| 9.  | FC Kilmarnock             | 22  | 6  | 4  | 12 | 024:430 | −19   | 16:28  |
| 10. | FC Queen’s Park           | 22  | 5  | 5  | 12 | 033:480 | −15   | 15:29  |
| 11. | Port Glasgow Athletic (N) | 22  | 3  | 5  | 14 | 026:490 | −23   | 11:33  |
| 12. | Greenock Morton           | 22  | 2  | 5  | 15 | 022:550 | −33   | 09:35  |

| Zum Saisonende 1901/02 |                                |
| (M)                    | Meister des Vorjahres          |
| (P)                    | Pokalsieger des Vorjahres      |
| (N)                    | Neuzugang aus der Division Two |

## Wahlprozedere
Die Regularien der Scottish Football League sahen vor, dass sich am Saisonende die zwei schlechtesten platzierten Teams zu Wiederwahl stellen mussten. Abgestimmt wurde auf der jährlichen Hauptversammlung der Scottish Football League, bei der zugleich über Neuaufnahmen entschieden wurde. Dieses Wahlsystem bestimmte bis 1922 den Auf- und Abstieg zwischen der Division One und Division Two.
| Verein                | # Stimmen | Ergebnis                  | Division     |
| --------------------- | --------- | ------------------------- | ------------ |
| Greenock Morton       |           | automatisch wiedergewählt | Division One |
| Port Glasgow Athletic |           | automatisch wiedergewählt | Division One |
| FC Motherwell         | 11        | aufgenommen               | Division Two |
| Airdrieonians FC      | 8         | aufgenommen               | Division Two |
| FC Aberdeen           | 5         | nicht aufgenommen         | keine Liga   |

## Die Meistermannschaft von Hibernian Edinburgh
(Berücksichtigt wurden Spieler mit mindestens einem Einsatz)
| 1. | Hibernian Edinburgh |
|    | - Tor: Harry Rennie - Abwehr: Thomas Bone, Robert Glen, Archie Gray, Bobby Hogg, Alex Logan, Alex Robertson - Mittelfeld: Bobby Atherton, Bernard Breslin, James Buchan, Patrick Callaghan, Hamilton Handling, Bill McCartney, Johnny Stewart - Angriff: John Divers, Jimmy Harrower, Andrew McGeachen, David Reid - Trainer: Dan McMichael |